# Tony Gulotta
Anthony „Tony” Gulotta (ur. 4 sierpnia 1903 roku w Nowym Orleanie, zm. 2 marca 1981 roku w Los Angeles) – amerykański kierowca wyścigowy.

## Kariera
W swojej karierze Gulotta startował głównie w Stanach Zjednoczonych w mistrzostwach AAA Championship Car oraz towarzyszącym mistrzostwom słynnym wyścigu Indianapolis 500, będącym w latach 1923-1930 jednym z wyścigów Grandes Épreuves. W drugim sezonie startów, w 1927 roku dwukrotnie stawał na podium. Z dorobkiem 470 punktów uplasował się na ósmej pozycji w klasyfikacji generalnej. W tym samym roku stanął na najniższym stopniu podium. Rok później w tym wyścigu był dziesiąty. W 1933 roku uzbierane dwieście punktów dało mu ósme miejsce w końcowej klasyfikacji kierowców, a w Indy 500 był siódmy. Kolejny raz osiągnął linię mety w Indianapolis 500 w sezonie 1937, kiedy uplasował się na ósmej pozycji. W mistrzostwach AAA został sklasyfikowany na piętnastym miejscu. W 1939 roku był szesnasty, a w Indy 500 - jedenasty.